# Trouble dissociatif de l'identité
Pour les articles homonymes, voir TDI.
 Mise en garde médicale
Le trouble dissociatif de l'identité (TDI, anciennement appelé le trouble de la personnalité multiple selon la CIM-10) est un trouble mental défini en 1994 dans le DSM par un ensemble de critères diagnostiques[Lesquels ?] comme un type de trouble dissociatif. C'est une multiplicité dont le diagnostic requiert la présence d'identités distinctes[pas clair] avec altération significative de la mémoire, de la perception, des affects, de la cognition et possiblement du fonctionnement sensorimoteur. De plus, les symptômes ne peuvent être l'effet temporaire d'un abus de substances ou d'un état pathologique général. Le TDI est moins répandu que les autres troubles dissociatifs, qui surviennent dans approximativement 1 à 3 % des cas, et est souvent comorbide avec d'autres troubles.
La réalité du TDI en tant que diagnostic médical est souvent remise en question,, il s'agit cependant d'un trouble reconnu depuis 30 ans dans le DSM et dont la réalité clinique et neurobiologique est de mieux en mieux comprise.

## Histoire
Avant le XIXe siècle, des individus qui montraient des symptômes similaires pensaient être possédés par des esprits. Le premier cas de TDI décrit l'aurait été par Paracelse. Au XIXe siècle, le « dédoublement » ou double conscience, le précurseur historique du TDI, était fréquemment décrit comme un état de somnambulisme, suggérant que le somnambule passait d'un comportement normal à un « état de somnambulisme ». Un très fort intérêt pour le spiritualisme, la parapsychologie et l'hypnose s'ensuit durant le XIXe siècle et au début du XXe. Le XIXe siècle a vu naître de nombreuses personnalités[pas clair] estimées à 100 par Rieber. Dans certains cas, l'épilepsie était considérée comme un facteur de risque.
Depuis le cas spectaculaire de Christine Beauchamp présenté par Morton Prince en 1906, la question des personnalités multiples avait sombré dans un relatif oubli. C'est surtout après la publication de l'ouvrage Sybil, en 1973, qui a été un immense succès de diffusion, que des cas ont été à nouveau décrits. Parallèlement, la figure de la personnalité multiple commençait à apparaître dans des films de fiction, dans les talk-shows ; un thème exploité dans le roman de Mary Higgins Clark Nous n'irons plus au bois (1992) et dans la série américaine United States of Tara (2008). Ce regain d'intérêt a conduit les concepteurs du Manuel diagnostic et statistique des troubles mentaux, classification américaine des maladies mentales de référence, à introduire ce trouble dans la troisième version de leur manuel : le DSM-III.
Le trouble de la personnalité multiple est décrit pour la première fois en Amérique du Nord dans les années 1980, notamment à la suite de l'affaire Billy Milligan. De tels troubles, quoique rares, avaient été décrits depuis des temps anciens, et puis plus particulièrement à la charnière entre le XIXe siècle et le XXe siècle en France à partir des travaux notamment de Pierre Janet. Ces cas restaient rares jusque dans les années 1980, si bien que certains ont parlé d'« épidémie ». Elle s'est développée, note Jean-Claude Maleval, sur le même terrain que les faux souvenirs induits, avec lesquels elle opéra une jonction dans les années 1980, au confluent des revendications féministes et de la focalisation sur les abus sexuels subis par les enfants. Cela s'est accompagné de nombreuses dérives, alors qu'une large partie de la communauté scientifique restait sceptique. Il a d'ailleurs été renommé dans le DSM-IV trouble dissociatif de l'identité.

## Signes et symptômes
Selon le Manuel diagnostique et statistique des troubles mentaux (DSM), le TDI implique « la présence de deux ou plusieurs identités ou « états de personnalité » distincts qui prennent tour à tour le contrôle du comportement du sujet, s'accompagnant d'une incapacité à évoquer des souvenirs personnels. » Chez chaque individu, les symptômes varient et le comportement peut souvent être inadapté à une situation vécue,. Les patients peuvent faire l'expérience de symptômes pseudo-comitiaux qui ressembleraient à de l'épilepsie, schizophrénie (voir aussi sa confusion avec le sens commun), aux[réf. nécessaire] troubles anxieux, troubles de l'humeur, au trouble de stress post-traumatique, troubles de la personnalité[réf. nécessaire] et aux troubles des conduites alimentaires.
Les symptômes de l'amnésie dissociative, fugue dissociative et trouble de la dépersonnalisation sont liés aux diagnostics du TDI et ne sont jamais diagnostiqués séparément. Les individus peuvent être effrayés des symptômes du TDI (pensées intrusives ou émotions) et de leurs conséquences,.

### Neurobiologique
Il existe un consensus scientifique sur la réalité du TDI, appuyé par l'existence de preuves neurologiques et physiologiques. Le cerveau des personnes atteintes de TDI présente des différences physiologiques et neurologiques. Des études par IRM et électroencéphalographie ont montré des dysfonctionnements mesurables dans le cerveau des personnes avec TDI. La morphologie cérébrale est différente, et peut être distinguée des anomalies dues à un stress post-traumatique "simple" sans TDI. Le volume de l'hippocampe et de l'amygdale est plus faible.
Il est possible d'observer une différence d'activité cérébrale lors de la présence d'alters ayant des souvenirs traumatiques par rapport à des alters qui n'en ont pas,. Certains chercheurs essayent d'identifier des schémas d'activation cérébrale qui permettraient à terme d'aider à diagnostiquer le TDI.

### Comorbidités
Généralement, les antécédents psychiatriques des individus comprennent des diagnostics antérieurs de troubles divers ainsi que de nombreux échecs de traitement. La raison de consultation la plus fréquente du TDI est la dépression, les maux de tête représentant un symptôme neurologique commun. Les comorbidités peuvent inclure des troubles mentaux et du comportement lié à l’utilisation de substances psychoactives, des troubles des conduites alimentaires, des troubles anxieux, un trouble bipolaire et des troubles de la personnalité,. Les manifestations de dissociation chez les personnes atteintes de schizophrénie diffèrent de celles rencontrées chez les personnes atteintes de TDI, car elles ne sont pas enracinées dans un traumatisme. Bien que cette distinction puisse être testée de manière efficace, les deux conditions partagent un taux élevé d’hallucinations auditives dissociatives. En comparant les individus ne présentant pas de diagnostic de TDI, on a constaté des comorbidités avec d’autres troubles comme les troubles somatiques, les troubles de dépression majeure, de même que des antécédents de tentatives de suicide. En dépit de la forte comorbidité du TDI et de la corrélation entre son développement et un traumatisme, des données probantes suggèrent que le TDI requiert un diagnostic distinct de celui d’autres affections comme le syndrome de stress post-traumatique.

### Diagnostic différentiel
Des symptômes similaires au TDI peuvent être causés par d'autres troubles ou maladies comme l'épilepsie.

## Causes
Selon certains auteurs, ce trouble est lié à l'expérience d'événements traumatiques avant l'âge de 7 à 9 ans, à une nutrition insuffisante durant l'enfance, ou à une capacité innée de dissocier des souvenirs ou des expériences vécues. Un enfant n'a pas vraiment d'identité, mais plutôt des parts qui se regroupent ensuite vers 7 ans pour former son identité. Pour une personne ayant ce TDI, cet événement se passe mal. Les événements traumatiques vécus par l'enfant sont tellement dangereux pour lui que pour se protéger, son cerveau empêche l'identité de se former correctement ; au lieu de fusionner les parts d'identité comme prévu, les traumatismes au contraire les éloignent et les font évoluer indépendamment des uns des autres, ce qui va former des alters et donc plusieurs identités[réf. nécessaire].
Un haut pourcentage de patients rapportent avoir été maltraités durant leur enfance,.
Les individus diagnostiqués de TDI rapportent avoir souvent vécu des agressions physiques et sexuelles, spécialement durant la petite à la deuxième enfance.

## Controverse et idées reçues
Le TDI figure parmi les troubles dissociatifs les plus discutés et parmi les troubles les plus controversés du DSM-IV-TR.

### Fiabilité du diagnostic
August Piper et Harold Merskey affirment que le TDI ne peut pas être diagnostiqué avec précision en raison de critères de diagnostic vagues et malléables du DSM et de la présence de concepts non définis, tels que ceux d'« état de personnalité » et d'« identités ».
Le psychiatre Colin Ross est quant à lui en désaccord avec la conclusion de Piper et Merskey selon laquelle le TDI ne pourrait pas être diagnostiqué avec précision, indiquant une cohérence interne entre différents entretiens structurés sur les troubles dissociatifs (s'appuyant notamment sur la DES, la SCID-D ainsi que la DDIS). Selon lui, Piper et Merskey fixent la norme de preuve plus haut que pour d'autres diagnostics. Il affirme également que Piper et Merskey ont sélectionné certaines données et n'ont pas incorporé toute la littérature scientifique disponible, comme des preuves indépendantes corroborant un traumatisme.

### Rôle des traumatismes dans le TDI
La controverse principale oppose l'idée selon laquelle le TDI est causé par un stress traumatique forçant l’esprit à se diviser en plusieurs identités, chacune avec un ensemble de souvenirs séparé,.
Les psychiatres August Piper et Harold Merskey ont contesté l'hypothèse du traumatisme, arguant que la corrélation n'implique pas le lien de causalité et remettent en question les preuves de maltraitance infantile au-delà des témoignages individuels.

### Réalité des personnalités multiples
Le psychiatre Joel Paris note que l'idée selon laquelle une personnalité serait capable de se diviser en plusieurs entités autonomes constitue une affirmation non prouvée qui contredit la recherche en psychologie cognitive.

### Idée d'un trouble iatrogène (généré par les pratiques psychothérapeutiques)
Certains psychiatres pensent que les symptômes sont engendrés par des pratiques psychothérapeutiques ou psychiatriques, les patients jouant alors un rôle qu'ils jugent correspondre à celui d'une personne atteinte de TDI,. C’est-à-dire que les thérapeutes eux-mêmes induisent des symptômes de TDI, via l'hypnose notamment. Cette thèse implique également que les personnes dites atteintes de TDI sont plus susceptibles d'être manipulées par l'hypnose et plus vulnérables à la suggestion que d'autres.
La communauté scientifique réfute aujourd'hui largement le modèle iatrogène. Par exemple, le TDI est aussi présent dans des pays où il est moins connu du grand public comme en Chine ou en Turquie.
Face aux controverses liées à l'idée que les symptômes du TDI pourrait être imités, des études ont aussi cherché à montrer s'il était possible de différencier un vrai TDI d'un TDI stimulé par des questionnaires standardisés,, de l'imagerie cérébrale et des mesures neurophysiologiques. Sans remettre en question la réalité du TDI, les résultats mitigés de certaines de ces études permettent de faire progresser la fiabilité des outils de diagnostic.

#### Implications du modèle iatrogène
Le modèle iatrogène indique aussi parfois que le traitement du TDI est nocif. En suggérant et confortant les créations imaginatives, souligne Jean-Claude Maleval, les traitements cherchant à "intégrer" les personnalités dissociées possèdent des effets iatrogènes produits par des thérapeutes qui méconnaissent les étonnants pouvoirs de la suggestion et le fait que celle-ci puisse s'exercer même en l'absence de recours à l'hypnose. Des études cliniques viennent à l'appui de cette conception en montrant qu'à la faveur de la cure "intégrative" le nombre de personnalités croît de manière considérable. Mais selon Brand, Loewenstein et Spiegel, « les allégations selon lesquelles le traitement du TDI est nocif sont basées sur des cas anecdotiques, des articles d'opinion, des rapports de dommages, non étayés par la littérature scientifique, de la phénoménologie du TDI. »

### Le TDI serait rare, ou plus diagnostiqué en Amérique du nord
Le TDI est vu comme un trouble qui serait majoritairement diagnostiqué en Amérique du Nord,. Des revues systématiques montrent cependant que ce trouble existe et est effectivement diagnostiqué dans de nombreux pays. Il y a en réalité autant de cas de TDI dans les pays d'Amérique du Nord que dans d'autres pays.

## Prévalence
Contrairement aux idées reçues, le TDI est davantage sous-diagnostiqué que diagnostiqué et les personnes ayant ce trouble sont souvent victimes d'errance thérapeutique et doivent attendre entre 6 et 12 ans pour recevoir un diagnostic.
La prévalence globale du TDI serait entre 1 % et 3,7 % de la population. Le DSM 5 indique une prévalence de 1,5 % de la population mondiale.
Selon une méta-analyse de 2020 sur le TDI chez les étudiants, sa prévalence est de 3,7 % de la population globale de cette tranche d'âge. Le TDI serait plus fréquent dans les pays dangereux (guerre, pauvreté).

### Prévalence par pays
Le TDI a été évalué 1% de la population australienne en 2014. En Turquie, sa prévalence a été évaluée au minimum à 0,4% de la population générale en 1999 et 1,1% de la population générale féminine en 2007.
Le TDI est peu étudié et peu diagnostiqué en France, bien que ce trouble y existe également. Une étude de 1995 estime que les patients atteints de ce trouble évitent le système de santé psychiatrique en raison du manque de spécialistes formés, les clichés sur le TDI ou encore les tabous sur la maltraitance infantile.

## Gestion et traitement
- Thérapie d'acceptation et d'engagement
- Thérapie cognitive et comportementale
- Psychothérapie
- EMDR

## Dans la culture populaire

### Séries
- 2009 – 2011 : Lie to me (saison 2, épisode 1) de Samuel Baum
- 2009– 2011 : United States of Tara  de Diablo Cody
- 11 novembre 2011: Dr House saison 8 episode 7
- 2015 – 2019 : Mr. Robot de Sam Esmail[45]
- 2021 : Billy Milligan : ces monstres en lui de Olivier Megaton
- 2022 : Moon Knight de Jeremy Slater[46]
- 2023 : The Crowded Room de Akiva Goldsman
- 2023 : Bambaşka Biri, de Neslihan Yeşilyurt

### Films
Certaines franchises de films traitent de ce sujet. Certains de ces films sont exagérés pour affirmer le genre du film (que ce soit un film d'horreur ou un thriller)[réf. souhaitée].
- 1996 : Peur primale de Gregory Hoblit
- 1999 : Fight Club de David Fincher
- 2000 : Fous d'Irène de Bobby et Peter Farrelly
- 2003 : Identity  de James Mangold
- 2003 : Dédales de René Manzor et Mathieu Schiffman
- 2011 : Le Complexe du castor de Jodie Foster
- 2017 : Split de M. Night Shyamalan[47], film inspiré par la vie de Billy Milligan, criminel américain.

### Romans
- The Minds of Billy Milligan (1981), de Daniel Keyes.
- Fight Club (1996), de Chuck Palahniuk
- La Proie des âmes. Un conte spirituel (2005) de Matt Ruff, Éditions du Seuil
- Fractures (2009), de Franck Thilliez

### Bande dessinée
- 2017 : Pumpkin Night (chapitre 26) : une policière nommée Hayakawa constate un TDI chez le jeune Kazuya Makino, et suppose que cela était un moyen d'autodéfense face aux traumatismes qu'il traverse.

### Jeux vidéo
- 2020 : Omori
- 2020 : The Dark Pictures Anthology: Little Hope